# Kullervo
Pour le poème symphonique de Jean Sibelius, voir Kullervo (Sibelius). 

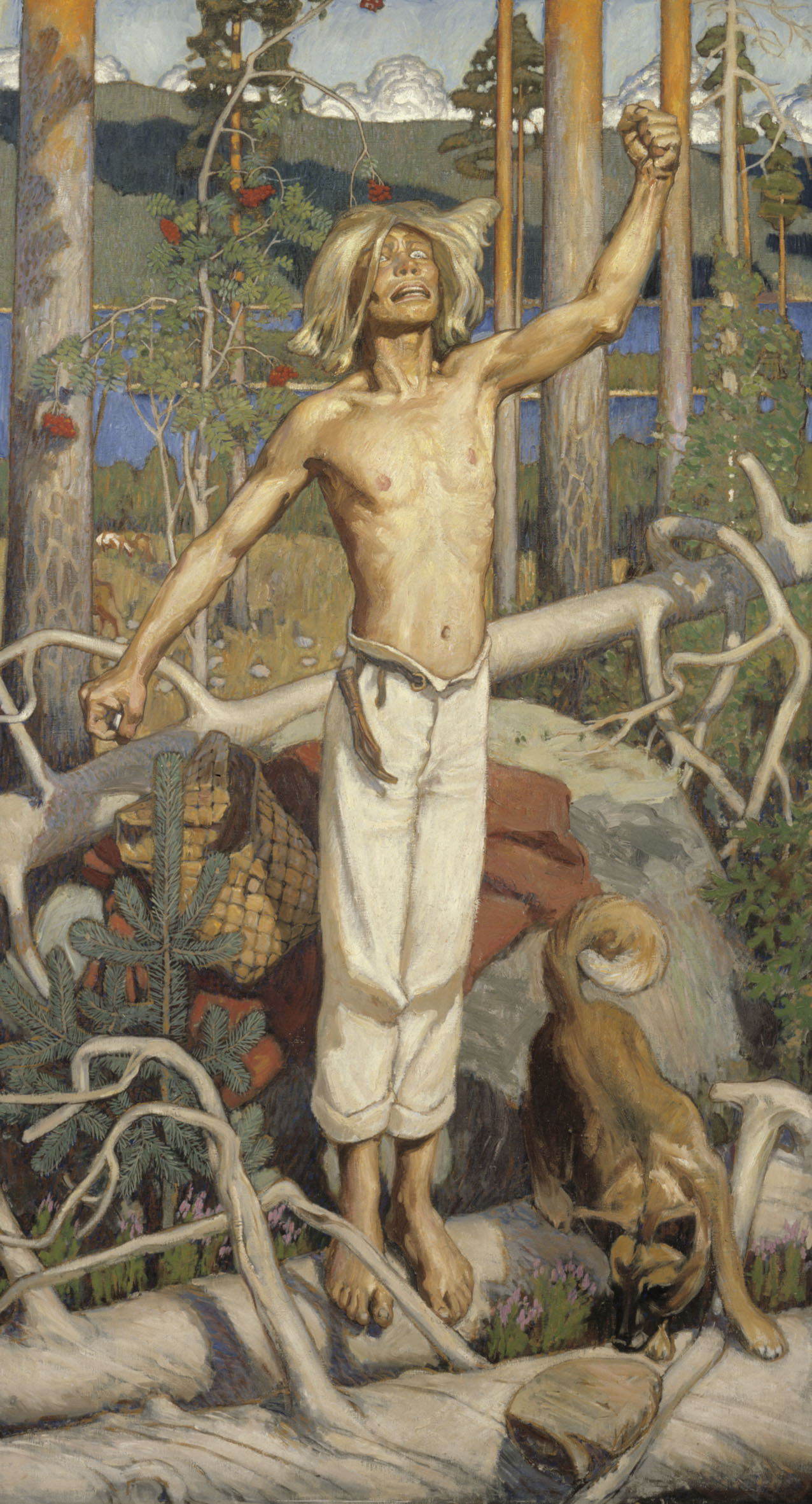
Kullervo jure de se venger de la femme de Ilmarinen (Gallen-Kallela, La Malédiction de Kullervo, 1899)

Dans la mythologie finnoise, Kullervo est un héros tragique de l'épopée nationale le Kalevala. Maltraité dès l'enfance, il devient un homme sans foi ni loi, ignorant et violent. Ayant violé celle qu'il découvre être sa sœur, il finit par se suicider avec son épée.
L'histoire de Kullervo est racontée aux chapitres 31 à 36 de Kalevala. Au chapitre 31, les frères Untamo et Kalervo sont des rivaux qui se font la guerre. Untamo en sort victorieux et massacre toute la tribu de son frère, laissant vivre seulement une femme, Untamala, enceinte de Kullervo, fils de Kalervo. Dès sa naissance, Kullervo est très fort, et à trois mois jure vengeance contre Untamo. Alors ce dernier tente trois fois de le tuer par divers moyens (en le noyant, le brulant et le pendant) en vain à cause des pouvoirs magiques de l'enfant. Alors Untamo décide d'employer Kullervo en tant que servant dans sa demeure, mais la nature violente et la force de Kullervo le rendent inapte au travail domestique. Untamo décide de le vendre en esclave au forgeron Ilmarinen. 
Au chapitre 32, la femme d'Ilmarinen l'emploie comme berger de son bétail. Au chapitre 33, elle le tourmente en le nourrissant de mauvais pain rempli de pierre, sur lesquels Kullervo brise son couteau, le seul objet qu'il a hérité de son père. Pour se venger d'elle, Kullervo transforme des ours et loups en vaches dans le troupeau, de sorte que lorsque la femme d'Ilmarinen vient pour les traire, elle se fait tuer par les bêtes. 
Au chapitre 33, Kullervo s'échappe de sa captivité, et rejoint sa mère et son père Kalervo qu'il découvre être vivant. Il apprend toutefois que sa sœur a disparu. Au chapitre 34, Kalervo tente également d'employer son fils Kullervo dans des tâches domestiques, mais encore, sa nature violente le rend inapte à un tel travail. Il envoie alors Kullervo récolter le tribut chez des villages voisins. En rentrant, Kullervo rencontre une jeune fille qu'il séduit et viole. Il apprend ensuite qu'il s'agit de sa sœur disparue. Remplie de honte, celle-ci se suicide. Kullervo rentre dans sa famille et leur annonce la nouvelle. Il ne trouve de réconfort qu’auprès de sa mère qui lui conseille de s’exiler. Mais Kullervo choisit de reprendre les armes et de partir affronter les troupes d’Untamo, afin d’accomplir sa vengeance. Enfin il se suicide sur son épée.
Ce long moment du poème nous offre des passages très poétiques pour évoquer la mélancolie qui envahit périodiquement le malheureux héros accablé par son destin et aussi une ample prière (chant  32) de la femme d’Ilmarinen, invoquant les filles de la nature pour protéger ses bêtes au départ saisonnier du troupeau.